# 张万进 (泰宁节度使)
张万进（9世纪？—919年），五代十国时云州（治今山西省大同市）人。
张万进本为云州小校，亡命投奔幽州，刘守光任用为裨将。他性情轻险，反复无常。刘守光击败弟弟刘守文，夺得沧州，令其子刘继威主留务。开平四年（910年）正月，因刘继威年龄尚小，刘守光派大将张万进、周知裕辅佐他镇守沧州，把投降的刘守文之子刘延祚及其将佐送归幽州。刘守光应天二年（912年）三月义昌节度使刘继威在都指挥使张万进家淫乱，张万进大怒杀死刘继威。第二天早晨，张万进召请大将周知裕，告诉他杀死刘继威的原因。张万进自称义昌留后，委任周知裕为左都押牙。三月二十一日，张万进派遣使者向后梁太祖朱温进表请求归降，同时也派遣使者向晋王李存勖投降。李存勖命令周德威安抚。周知裕投奔后梁，朱温设置归化军，任命周知裕为指挥使，统辖河朔归顺军士。三月二十二日，后梁任命张万进为义昌留后。三月二十五日，改义昌为顺化军，张万进为顺化节度使。乾化三年（913年）五月，后梁杨师厚与刘守奇率领十万军队大肆虏掠赵地。他们从弓高渡过御河向东进发，逼近沧州，张万进畏惧，请求迁往河南。杨师厚上表请调张万进镇守青州。六月十七，后梁任命张万进为青州平卢节度使。不久转任兖州泰宁军节度使，被赐名张守进。后梁皇帝朱友贞的宠臣掌权，很多人都向张万进索取贿赂。张万进听说晋军将要出去作战，贞明四年（918年）八月初九，派使者归附晋国，请求晋国给予援助。朱友贞任命亳州团练使劉鄩为兖州安抚制置使，让他率兵讨伐张万进。贞明五年（919年）十月，刘鄩已经在兖州包围张万进已经一年多，城中危急窘困，晋军和梁军在黄河上作战，无力解救兖州。张万进派亲信将领刘处让向晋王请求援兵，晋王没有答应。刘处让割耳明志，感动了晋王。晋王正准备出兵，小将邢师遇潜谋内应，刘鄩攻下兖州，族诛张万进。